# Tireutelep
Tireutelep, más néven Tireu házcsoport (románul: Tireu) falu Romániában, Maros megyében.

## Története
Libánfalva község része. A trianoni békeszerződésig Maros-Torda vármegye Régeni alsó járásához tartozott.

## Népessége
2002-ben 444 lakosa volt, ebből 442 román és 2 magyar nemzetiségű. A falu lakói közül 439-en ortodox, 2-en adventista hitűek, illetve 1 fő római katolikus, 1 fő református, 1 fő görögkatolikus.